# Giromill

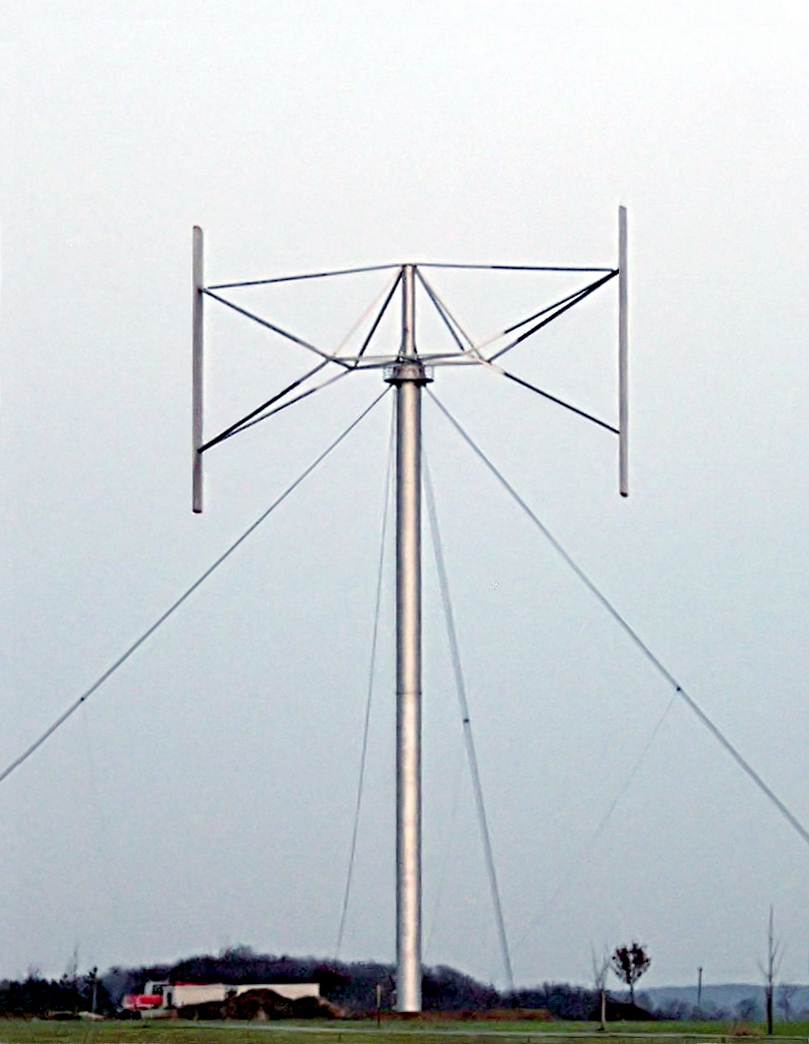
Een H-type giromillwindturbine

De giromill is een rechtbladige verticale-aswindturbine die gebruikt kan worden voor de productie van elektriciteit uit windenergie. De giromill wordt beschreven in een patent van Georges Jean Marie Darrieus uit 1931. Een variant op de giromill is de cycloturbine.

## McDonnell Aircraft giromill
Eind jaren zeventig deed McDonnell Douglas onderzoek naar een giromill van 40 kW en met een bladlengte van 9 meter en een masthoogte van 18 meter.